# Hamaspora okinawensis
Hamaspora okinawensis är en svampart som beskrevs av Hirats. f. 1954. Hamaspora okinawensis ingår i släktet Hamaspora och familjen Phragmidiaceae.   Inga underarter finns listade i Catalogue of Life.